# Ampelopsis glandulosa
Ampelopsis glandulosa là một loài thực vật hai lá mầm trong họ Nho. Loài này được (Wall.) Momiy. miêu tả khoa học đầu tiên năm 1971.